# Kefir d'acqua
Il kefir d'acqua o tibicos è una bevanda tradizionale diffusa in tutto il mondo, analcolica o leggermente alcolica, a seconda del processo fermentativo, ottenuta dalla fermentazione di zucchero da parte dei granuli di kefir; fra gli ingredienti dovrà sempre essere presente una percentuale dal 3 al 10% di zucchero e altri ingredienti che possono variare a seconda delle ricette e dei gusti personali: limone, succo d'uva, succhi di frutta, frutta secca, malto, foglie fresche di menta, semi di erbe aromatiche come finocchio, cumino o anice, o le radici di zenzero, o anche miele.
È una bevanda fermentata frizzante e probiotica. Gli ingredienti principali sono acqua e zucchero. La fermentazione è ad opera dei grani di kefir di acqua, coltura simbiotica di lieviti e batteri residenti su e all'interno dei risvolti di granuli (o morule) di polisaccaridi prodotti dai batteri stessi, è l’alternativa vegana al kefir di latte.

## Storia
Come molte altre bevande fermentate, il kefir d’acqua affonda le proprie radici in un passato lontanissimo, al punto che le sue origini precise restano indeterminate. Così come accadde per la birra o il vino, è probabile che l’uomo ne abbia scoperto le proprietà in maniera empirica, grazie all’osservazione di processi naturali di fermentazione e alla trasmissione orale di saperi.
L’ipotesi più diffusa in ambito microbiologico suggerisce un legame evolutivo con il kefir di latte. I granuli di kefir d’acqua — piccoli aggregati traslucidi all’interno dei quali vive una complessa comunità simbiotica di batteri lattici e lieviti — sono anch’essi costituiti da kefiran, un polisaccaride extracellulare prodotto dal Lactobacillus kefiranofaciens a partire dagli zuccheri semplici del substrato. Questa somiglianza strutturale suggerisce che i granuli d’acqua possano derivare da adattamenti ambientali dei granuli di kefir di latte, originari delle regioni del Caucaso e diffusisi in seguito nell’area slava e poi a livello globale.

 
Tuttavia, esiste anche una tradizione documentata che colloca una delle più antiche testimonianze del kefir d’acqua in Messico, verso la fine dell’Ottocento. Qui era conosciuto come tibicos: secondo la narrativa para-scientifica dell’epoca, questi granuli avrebbero avuto origine dai frutti maturi di cactus del genere Opuntia. L’etnobotanico William Litzinger descrive così il fenomeno:
“I tibicos si sviluppano naturalmente sotto la buccia dei frutti maturi del cactus e nei residui che rimangono nel recipiente della fermentazione dopo che la maggior parte del contenuto di una bevanda alcolica di colore rosso, il colonche, è stata rimossa.”
Questa bevanda rossa fermentata, il colonche, era ottenuta anch’essa dai frutti di Opuntia e rappresentava un contesto ideale per la proliferazione spontanea dei grani di kefir d’acqua. L’ipotesi messicana non esclude quella caucasica: è plausibile che comunità microbiche simili possano essersi sviluppate indipendentemente in diversi ambienti, a partire da condizioni e substrati ricchi di zuccheri naturali.
Oggi il kefir d’acqua è riconosciuto come una fermentazione spontanea che unisce storia, microbiologia e tradizione gastronomica, portando con sé tracce sia delle culture dell’Europa orientale sia di quelle mesoamericane. La sua riscoperta in tempi recenti ne ha fatto non solo una bevanda salutare, ma anche un ponte vivo tra antiche pratiche alimentari e nuove tendenze del gusto.
Possiamo affermare che si tratta della prima bevanda energetica inventata dall'uomo, molto prima delle bevande energetiche moderne. 

## Descrizione
La coltura è uno S.C.O.B.Y. (Simbiotic Colture of Bacteria and Yeast), una comunità simbiotica di batteri e lieviti (kefiran dalla forma granulosa con una colorazione biancastra traslucida) ed hanno la particolarità di riprodursi molto velocemente se alimentati con regolarità.
La bevanda ottenuta è molto dissetante e ricca di vitamine, minerali, fermenti lattici e probiotici;
per la fermentazione del kefir d'acqua si possono utilizzare i granuli per la fermentazione del kefir di latte; l'adattamento dei granuli richiederà alcuni giorni, due o tre fermentazioni il cui prodotto andrà scartato;
Una volta avvenuto l'adattamento, i granuli di kefir tenderanno a scolorirsi fino a diventare trasparenti; le fermentazioni devono avvenire in acqua e zucchero senza l'aggiunta di nessun altro ingrediente.
I granuli, una volta adattati all'acqua, non potranno più essere utilizzati per la fermentazione del latte: l'adattamento è irreversibile, perché nel kefir di latte vi sono circa trenta specie diverse di fermenti, nell'adattamento metà delle specie, quelle che fermentano il lattosio, muoiono; il kefir d'acqua infatti comprende circa quindici specie di fermenti che riescono a digerire altri tipi di zuccheri, ma non il lattosio; il kefir di latte quindi è molto più ricco in probiotici di quello d'acqua.
Il kefir d'acqua presenta abitualmente una quantità di alcol fra lo 0,2% e 1%; la quantità di alcol dipende dal tipo e dalla percentuale di zuccheri aggiunti, dal tempo di fermentazione e dalla quantità d'aria disponibile; in condizioni di anaerobiosi (senz'aria, quindi con il contenitore quasi pieno di liquido) prevalgono fermentazioni alcoliche e si otterrà una bevanda più alcolica; il processo di fermentazione del Kefir produce CO2; per evitare rischi di rottura dovuti all'aumentata pressione interna, i contenitori in cui avviene la fermentazione non vengono sigillati ermeticamente.
Per la preparazione del kefir d'acqua occorrono tre ingredienti:
- acqua;
- grani di kefir d'acqua;
- zucchero.

Inoltre occorrono:
- barattolo;
- bottiglia di vetro;
- imbuto con filtro (in plastica o acciaio inossidabile);
- cucchiaio (in plastica o acciaio inossidabile);
- bilancia.

Quantità di zucchero: la soluzione zuccherina può essere preparata aggiungendo dal 2,5% al 10% di zucchero rispetto al peso dell'acqua, in base ai gusti soggettivi. 
Quantità di granuli di kefir: dal 7% al 10% della soluzione zuccherina. 
Altri ingredienti: durante la fermentazione è anche possibile aggiungere della frutta (fresca e secca), purché ben lavata ed esente da impurità che potrebbero intossicare i grani di kefir. La frutta può essere aggiunta anche dopo la fermentazione, quando i grani sono stati separati dal liquido.
In un barattolo di vetro viene sciolto lo zucchero nell'acqua e, solo successivamente, vengono aggiunti i grani di kefir d'acqua. Il barattolo viene coperto con un fazzoletto di tessuto, quindi riposto in ambiente buio e fresco. La fermentazione può durare 24-48 ore. Al termine della fermentazione, i grani vengono separati dal liquido fermentato usando un imbuto con filtro o un colino e si possono usare per la preparazione di altro kefir d'acqua. Il kefir d'acqua, invece, trasferito in una bottiglia, può essere consumato da questo momento in poi, eventualmente aggiungendo frutta o succhi a piacere.
Ad ogni fermentazione, la quantità di grani aumenta. Inizialmente si potrà preparare una dose minore di kefir d'acqua, tuttavia periodicamente sarà necessario eliminare i grani in eccesso, che possono essere donati a conoscenti od essiccati a temperatura ambiente e conservati fino a un anno, chiusi in un barattolo.